# Mohamed Sanhaji
Mohamed Sanhaji Brahmi, más conocido como Moha, (Guercif, 15 de abril de 1999) es un futbolista hispano-marroquí que juega de extremo en el Club Deportivo Teruel de Segunda Federación.

## Carrera deportiva
Nacido en Marruecos, Moha, se marchó a Soria junto con su familia a la edad de 1 año. Se formó como futbolista en la cantera del club de la ciudad, el C. D. Numancia.
Debutó como sénior el 9 de abril de 2016, con el Numancia B, en un partido de Tercera División.
A partir de verano de 2019 empieza a entrar en los planes del técnico del Numancia, firmando un nuevo contrato con el club soriano.
El 18 de agosto de 2019 debuta como profesional, en Segunda División, tras sustituir a Nacho en una derrota frente al Alcorcón por 0-1. Su primer gol como profesional lo hizo el 16 de noviembre de 2019 en un empate a 2 frente al Rayo Vallecano.
En julio de 2021 firma en calidad de cedido con opción compra por el Betis Deportivo Balompié, filial del Real Betis Balompié, para jugar en la recién creada Primera RFEF.
Un año y medio después, en enero de 2023 ficha por el Club Deportivo Teruel de la Segunda Federación.
En 21 de agosto de 2024, vuelve a la disciplina del Club Deportivo Teruel, porcendente del Ourence Club de Futbol.

## Carrera internacional
Moha es internacional sub-20 con la selección de fútbol de Marruecos.

## Clubes
| Club                     | País   | Año         |
| ------------------------ | ------ | ----------- |
| Numancia B               | España | 2016 - 2019 |
| Numancia                 | España | 2019 - 2021 |
| Betis Deportivo Balompié | España | 2021 - 2022 |
| Numancia                 | España | 2022 - 2023 |
| Club Deportivo Teruel    | España | 2022 - 2023 |
| Ourense C.F.             | España | 2023-2024   |
| Club Deportivo Teruel    | España | 2024-2025   |